# Kulturfilm

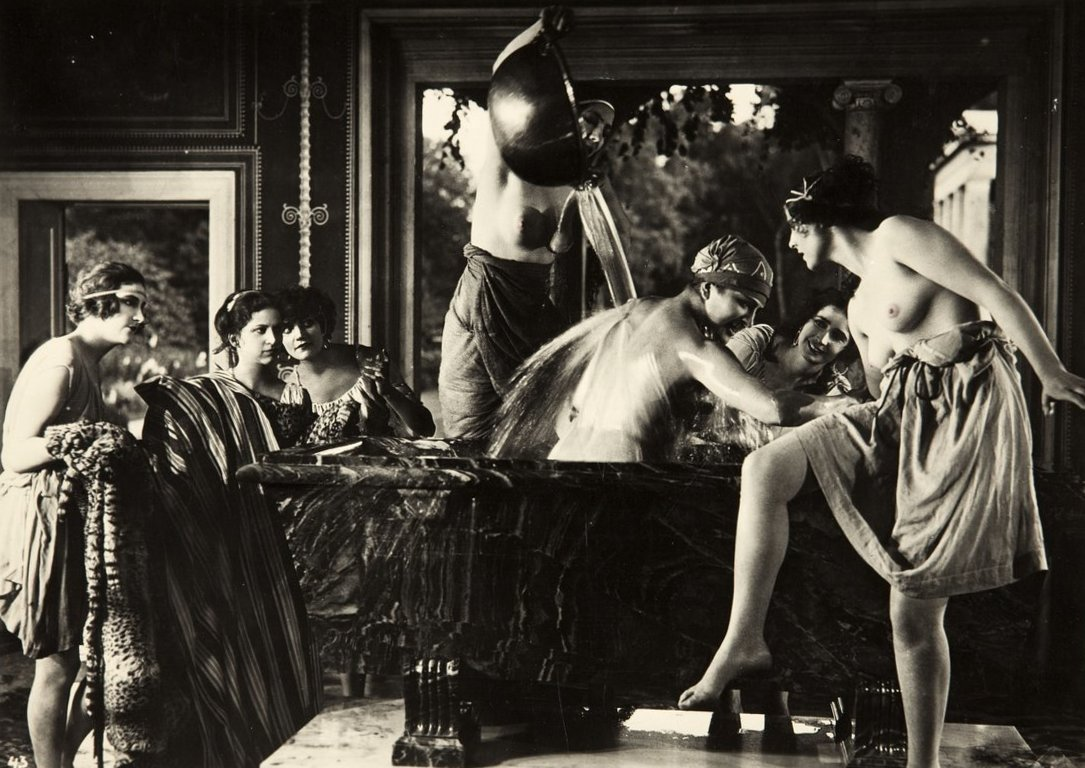
Wege zu Kraft und Schönheit, 1926

Kulturfilme waren in der Zeit von 1918 bis 1945 populärwissenschaftliche und künstlerische Dokumentarfilme, die meist als Beiprogramm zum Hauptfilm in den Kinos gezeigt wurden. Es handelte sich dabei häufig um Lehrfilme zu verschiedensten Sachgebieten wie Naturwissenschaften, Medizin, Kunst, Kultur, Geografie, Geschichte, aber auch um Aufklärungsfilme. In den 1920er Jahren wurde der Begriff zum Teil noch weiter gefasst und schloss auch Verfilmungen klassischer Stoffe ein. Seit 1933 umfasste der Kulturfilm auch Propagandafilme und wurde Teil der nationalsozialistischen Filmpolitik.

## Weimarer Republik (1918–1933)
Am 1. Juli 1918 wurde eine Kulturfilm-Abteilung der Ufa in Berlin-Steglitz gegründet.
Diese sollte Propaganda- und Informationsfilme für die Bevölkerung produzieren, wie schon in den Jahren des Ersten Weltkriegs. Bereits im folgenden Jahr gab es über 80 Filme, von denen viele Aufklärung besonders zu medizinischen und hygienischen Themen vermittelten.
In den folgenden Jahren wurden verschiedene Abteilungen für Medizin, Natur, Geschichte, Geografie, Verkehr, Sport, Gewerbe usw. geschaffen.
Die Lehrfilme wurden in Schulen angeboten und als Vorfilme in den Kinos gezeigt. Zu den wichtigsten längeren Kulturfilmen dieser Zeit gehörten Das Wunder des Schneeschuhs (1921), Wege zu Kraft und Schönheit (1925), Natur und Liebe (1927) und Berlin.  Die Sinfonie der Großstadt (1927).
Auch einige kleinere Filmgesellschaften, wie Deulig, Emelka, Terra, Tobis und Kulturfilm AG produzierten Kulturfilme.
Zu den wichtigsten Regisseuren gehörten Ulrich K. T. Schulz, Hans Curlis und Walter Ruttmann, weitere bedeutendere Filmschaffende waren unter anderen Nicholas Kaufmann, und Svend Noldan, außerdem wirkten auch zeitgenössische Künstler in einzelnen Filmen mit , wie George Grosz, John Heartfield, Viking Eggeling, Hans Richter, Martin Rikli.
Einige der Filmschaffenden setzten ihre Karriere nach 1933 erfolgreich fort.

## Nationalsozialismus (1933–1944)
Die Dokumentarfilmproduktion wurde nach 1933 stärker gefördert als zuvor und gezielt ausgebaut. Die UFA betrieb in Potsdam-Babelsberg Mitte der 1930er Jahre unter der Leitung von Nicholas Kaufmann zwei Kulturfilmateliers mit Spezialeinrichtungen für Unterwasseraufnahmen und für die damals ganz neue Mikrofotografie. Die Produktion nichtfiktionaler, v. a. pädagogischer Filme überstieg die Spielfilmproduktion zahlenmäßig bei weitem. Abgesehen von den Filmen von Leni Riefenstahl und Walter Ruttmann sind die meisten dieser Kulturfilme filmgeschichtlich heute jedoch kaum noch interessant.
In diesen Jahren wurde das Genre zwar zur Verbreitung der biologistischen NS-Ideologie, jedoch nur in Einzelfällen zu offener Propaganda genutzt. Da im Krieg die als Kino-Beiprogramm vorgeschriebenen Wochenschauen immer länger wurden, stieg ab September 1940 das Publikumsinteresse an Kulturfilmen mit nicht-politischen Themen. Aus SS-Berichten geht hervor, dass sonntägliche Kulturfilmmatineen bald die Funktion eines Ersatzkirchganges einnahmen.
Am 1. August 1940 wurde auf Anordnung des Reichsfilmintendanten und unter maßgeblicher Beteiligung der Ufa die Deutsche Kulturfilm-Zentrale eingerichtet. Die Zentrale, die direkt dem Reichsminister für Volksaufklärung und Propaganda, Joseph Goebbels, unterstand, sollte eine stärkere Kontrolle der Produktion von Kulturfilmen, die bisher meist von kleineren Firmen durchgeführt wurde, ermöglichen. Ab dem 18. August 1943 wurden Kulturfilme nur noch von der Ufa produziert. Im August 1944 wurden die meisten Mitarbeiter der Ufa-Kulturfilmabteilung zum Fronteinsatz geschickt, die Kulturfilmproduktion mit verringertem Personal jedoch bis zum Kriegsende fortgeführt.

## Filmbeispiele

### 1918–1933
- Die Wirkung der Hungerblockade auf die Volksgesundheit (1919)
- Die Geschlechtskrankheiten und ihre Folgen (1919, Nicholas Kaufmann)
- Negertänze (1919)
- Deutsches Turnen in Afrika (1920)
- Das Wunder des Schneeschuhs, 1920, Arnold Fanck, Ski- und Naturlehrfilm, erster langer Dokumentarfilm weltweit
- Krüppelnot und Krüppelhilfe (1921, über die Pflege der Kriegsverwundeten)
- Der Hirschkäfer (1921, Ulrich K.T. Schulz)

- Die Grundlagen der Einsteinschen Relativitätstheorie, 1922
- Das Blumenwunder, 1922–1925, Zeitrafferaufnahmen von Blumenpflanzen
- Schaffende Hände (1922–1931), Hans Cürlis, über 60 Kurzfilme über das Entstehen eines Kunstwerkes
- Das Wolkenphänomen von Maloja, 1924, Arnold Fanck,  Kurzfilm
- Wein, Weib, Gesang (1924, Willy Achsel)
- Wege zu Kraft und Schönheit (1925), Wilhelm Prager, Nicholas Kaufmann, über freie Körperkultur, zweitwichtigster Kulturfilm dieser Zeit

- Wunder der Schöpfung, 1925 Lehrfilm über das Weltall
- Geheimnisse einer Seele (1925/26, Georg Wilhelm Pabst; erster deutscher Spielfilm zur Psychoanalyse)

- Die Stadt der Millionen. Ein Lebensbild Berlins, 1925, von Adolf Trotz, experimenteller Film

- Die Biene Maja und ihre Abenteuer (Film), 1926, von Waldemar Bonsels, Naturfilm  mit Zwischentitel einer Geschichte

- Geißel der Menschheit, 1926, Aufklärungsfilm über Syphilis
- Milak, der Grönlandjäger, 1926, über Expedition, mit Spielfilmteilen

- Natur und Liebe. Vom Urtier zum Menschen (1927, Ulrich K.T. Schulz), über die Entwicklung des Lebens von den Anfängen bis zur Gegenwart

- Berlin: Die Sinfonie der Großstadt, 1927, von Walter Ruttmann, rhythmisch gestalteter Film, einer der bedeutendsten deutschen Dokumentarfilme überhaupt

- Der Weltkrieg, 1927–1928,  Leo Laska, über den Ersten Weltkrieg

- Im Schatten der Maschine, 1928, Albert Viktor Blum, Leo Lania, kritischer Dokumentarfilm über Maschinen

- Markt in Berlin, 1929, Wilfried Basse, ein Markttag am Wittenbergplatz

- Melodie der Welt, 1929, Walter Ruttmann, Kompilationsfilm

- Im Busch, 1930, ethnologischer Expeditionsfilm.

- Bunte Tierwelt (1931, Ulrich K.T. Schulz; erster deutscher Farbfilm)
- Heldentum - Volkstum - Heimatkunst (1931, Kulturfilm E. Puchstein, Drehbuch: Fritz Richter-Elsner)
- Rhythmus und Tanz (1932, Wilhelm Prager)
- Verkannte Menschen, 1932, Alfred Kell, über Gehörlose

### 1933–1944
- Arbeitsdienst (1933, Hans Cürlis, nationalsozialistischer Propagandafilm)
- Der Ameisenstaat (1934, Ulrich K.T. Schulz)
- Metall des Himmels (1934, Walther Ruttmann)
- Flieger, Funker, Kanoniere (1936, Martin Rikli)
- Alpenkorps im Angriff (1939, Gösta Nordhaus)
- Germanen gegen Pharaonen (1939, Anton Kutter)
- Weltraumschiff I startet (1940, Anton Kutter)
- Deutsche Arbeitsstätten (1940, Svend Noldan, Propagandafilm)
- Deutsche Panzer (1940, Walther Ruttmann)
- Ausländer studieren in Deutschland (1944)